# Йёргенсен, Виктор
Ви́ктор Йёргенсен (дат. Viktor Jørgensen; 12 июня 1924, Йёрринг — 29 августа 2001, (Рёдовре) — датский боксёр первой средней весовой категории, выступал за сборную Дании в конце 1940-х — начале 1950-х годов. Бронзовый призёр летних Олимпийских игр в Хельсинки, обладатель серебряной медали чемпионата Европы, четырёхкратный чемпион национального первенства, участник многих международных турниров и матчевых встреч.

## Биография
Виктор Йёргенсен родился 12 июня 1924 года в коммуне Йёрринг, область Северная Ютландия. Активно заниматься боксом начал в раннем детстве, проходил подготовку в копенгагенском спортивном клубе «Спарта». Первого серьёзного успеха на ринге добился в 1949 году, когда стал чемпионом Дании среди любителей и съездил на чемпионат Европы в Осло, откуда привёз медаль серебряного достоинства (в решающем матче уступил чехословаку Юлиусу Торме). Год спустя защитил звание национального чемпиона.
В 1952 году Йёргенсен в третий раз выиграл чемпионат Дании и благодаря череде удачных выступлений удостоился права защищать честь страны на летних Олимпийских играх в Хельсинки — сумел дойти здесь до полуфинала первой средней весовой категории, после чего единогласным решением судей проиграл советскому боксёру Сергею Щербакову.
Получив бронзовую олимпийскую медаль (следующая олимпийская медаль была выиграна Данией лишь 40 спустя, когда на Олимпиаде в Барселоне бронзу взял Брайан Нильсен), Йоргенсен продолжил выходить на ринг в составе датской сборной, принимая участие во всех крупнейших турнирах. Так, в 1953 году он вновь завоевал золотую медаль на первенстве Дании. Несмотря на ряд больших достижений, он не стал переходить в профессионалы и вплоть до самого конца спортивной карьеры боксировал в любителях.
Умер 29 августа 2001 года в городе Рёдовре, Ховедстаден.